# Вімблдонський турнір 1970
Вімблдонський турнір 1970 проходив з 22 червня по 4 липня 1970 року на кортах Всеанглійського клубу лаун-тенісу і крокету в передмісті Лондона Вімблдоні. Це був 84-ий Вімблдонський чемпіонат, а також третій турнір Великого шолома з початку року.

## Огляд подій та досягнень
Переможець змагань чоловіків в одиночному розряді Джон Ньюкомб виграв свій третій одиночний титул Великого шолома (перший у Відкриту еру) й другий вімблдонський титул.
У жінок Маргарет Корт здобула 19-ий одиночний титул Великого шолома. На кортах Вімблдону вона перемогла втретє і востаннє.

## Результати фінальних матчів

### Дорослі
| Одиночний розряд. Джентльмени Детальніше |                                |                         |
| Джон Ньюкомб                             | Кен Роузволл                   | 5–7, 6–3, 6–2, 3–6, 6–1 |
|                                          |                                |                         |
| Одиночний розряд. Леді Детальніше        |                                |                         |
| Маргарет Корт                            | Біллі Джин Кінг                | 14–12, 11–9             |
|                                          |                                |                         |
| Парний розряд. Джентльмени Детальніше    |                                |                         |
| Джон Ньюкомб Тоні Роч                    | Кен Роузволл Фред Столл        | 10–8, 6–3, 6–1          |
|                                          |                                |                         |
| Парний розряд. Леді Детальніше           |                                |                         |
| Розі Казалс Біллі Джин Кінг              | Франсуаз Дюрр Вірджинія Вейд   | 6–2, 6–3                |
|                                          |                                |                         |
| Мікст Детальніше                         |                                |                         |
| Іліє Настасе Розі Казалс                 | Алекс Метревелі Ольга Морозова | 6–3, 4–6, 9–7           |
|                                          |                                |                         |

### Юніори
| Одиночний розряд. Хлопці  |                |          |
| Байрон Бертрам            | Франк Герберт  | 6–0, 6–3 |
|                           |                |          |
| Одиночний розряд. Дівчата |                |          |
| Шерон Волш                | Марина Крошина | 8–6, 6–4 |
|                           |                |          |

## Виноски
1. ↑  Gentlemen's Singles Finals 1877-2017. wimbledon.com. Wimbledon Championships. Архів оригіналу за 15 лютого 2018. Процитовано 22 липня 2017.
2. ↑  Ladies' Singles Finals 1884-2017. wimbledon.com. Wimbledon Championships. Архів оригіналу за 15 липня 2018. Процитовано 22 липня 2017.
3. ↑  Gentlemen's Doubles Finals 1884-2017. wimbledon.com. Wimbledon Championships. Архів оригіналу за 14 жовтня 2017. Процитовано 22 липня 2017.
4. ↑  Ladies' Doubles Finals 1913-2017. wimbledon.com. Wimbledon Championships. Архів оригіналу за 15 липня 2018. Процитовано 22 липня 2017.
5. ↑  Mixed Doubles Finals 1913-2017. wimbledon.com. Wimbledon Championships. Архів оригіналу за 10 вересня 2017. Процитовано 22 липня 2017.
6. ↑  Boys' Singles Finals 1947-2017. wimbledon.com. Wimbledon Championships. Архів оригіналу за 13 серпня 2017. Процитовано 13 серпня 2017.
7. ↑  Girls' Singles Finals 1947-2017. wimbledon.com. Wimbledon Championships. Архів оригіналу за 14 червня 2018. Процитовано 13 серпня 2017.